# Pseudomiza leucogonia
Pseudomiza leucogonia là một loài bướm đêm trong họ Geometridae.